# Alice Abernathy

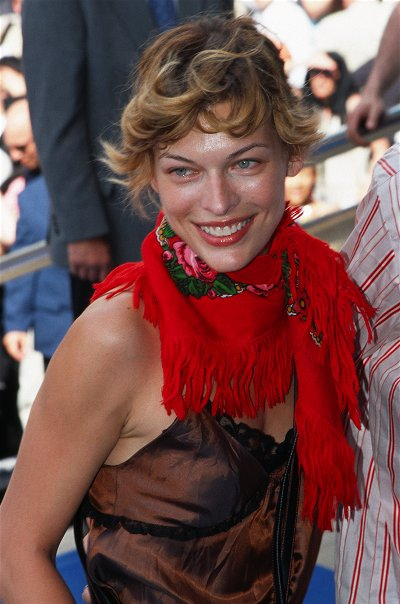
Milla Jovovich (2002).

Alice Abernathy es un personaje ficticio de la franquicia cinematográfica de imagen real Resident Evil, donde se destaca por ser la heroína principal y protagonista de la misma. A pesar de que no apareció en ningún videojuego de la franquicia, ella finalmente interactúa con un considerable número de personajes de los videojuegos de la saga Resident Evil, como Jill Valentine, Carlos Oliveira, Claire Redfield, Nemesis, Chris Redfield, Ada Wong, Leon S. Kennedy, Barry Burton y Albert Wesker. La historia transcurre alrededor de ella y su lucha contra la Corporación Umbrella y, posteriormente el presidente de la compañía (Albert Wesker).

## Películas
| N.º | Título                           | Año de lanzamiento | Papel        |
| --- | -------------------------------- | ------------------ | ------------ |
| 1.  | Resident Evil                    | 2002               | Protagonista |
| 2.  | Resident Evil: Apocalipsis       | 2004               | Protagonista |
| 3.  | Resident Evil: Extinción         | 2007               | Protagonista |
| 4.  | Resident Evil: Ultratumba        | 2010               | Protagonista |
| 5.  | Resident Evil: Venganza          | 2012               | Protagonista |
| 6.  | Resident Evil: El Capítulo Final | 2017               | Protagonista |

### Resident Evil
Alice es una agente de seguridad encubierta que trabajaba para la Corporación Umbrella. Ella y Spence Parks se hacían pasar por una pareja de casados encubierta, y fueron colocados en una mansión fuera de Raccoon City, la cual era en realidad la entrada a La Colmena, un inmenso laboratorio secreto subterráneo de propiedad y operado por la Corporación Umbrella, construido a un kilómetro bajo tierra.
Despertándose con amnesia, Alice no recuerda nada de esto y se une a Matt Addison, un ambientalista que está haciéndose pasar por un oficial de policía, y un equipo de comandos que los toman a ellos y se aventuran en la Colmena para investigar por qué el equipo de inteligencia artificial, la Reina Roja, mató a todos los empleados. Se encuentran a Spencer, que también sufre de amnesia como Alice, y se revela que la pérdida de memoria se produce cuando el gas halón fue lanzado en la mansión Spencer para prevenir que un brote viral se propague. A pesar de trabajar para Umbrella, Alice estaba dispuesta a exponer los experimentos peligrosos e ilegales de Umbrella con el fin de arruinar la empresa. Ella tuvo contacto con la hermana de Matt, Lisa Addison, quien estaba tratando de sacar de contrabando una muestra del T-Virus, Alice le dice esto a Matt. Sin embargo, al final de la película, Spence, que estaba teniendo una relación amorosa real con Alice mientras fingía ser su marido, revela que había robado muestras del T-Virus con la intención de venderlas en el mercado negro, liberando el virus en la Colmena para cubrir sus huellas. Al subir al tren con el antivirus, Spence es asesinado por un Licker que la Reina Roja libera de su cautiverio, y se vuelve un zombi luego de que Alice lo mata. Kaplan, que desactiva la Reina Roja y se escapa con el equipo, es asesinado también por el Licker. Rain, a pesar de habérsele dado el antivirus, ya se había vuelto de todos modos una zombi y es finalmente asesinada por Matt, ya que la batalla del Licker comienza en el tren en movimiento. Alice y Matt son los únicos sobrevivientes que escapan de la Colmena. 
A su regreso a la mansión, luego de que Alice intenta inyectarle la cura a Matt, ambos son capturados por los científicos de Umbrella y puestos en cuarentena en el Hospital de Raccoon City. Alice despierta allí en una mesa de operaciones en una habitación blanca sin ningún conocimiento de lo que ha sucedido. Al salir, ella ve que la infección se expandió por toda Raccoon City.

### Resident Evil: Apocalipsis
Alice descubre que ha sido genéticamente alterada por la exposición al T-Virus. Se explica que ha adoptado características sobrehumanas; como mayor fuerza, velocidad y agilidad. Durante la evacuación de Raccoon City, Alice es liberada por el Mayor Timothy Cain, empleado de la corporación Umbrella, para combatir la última bio arma de ésta: Némesis.
Ella se une a los supervivientes dirigidos por Jill Valentine, de los S.T.A.R.S.. El grupo hace un trato con un científico de Umbrella, el Dr. Charles Ashford, para rescatar a su hija, Angela Ashford, a cambio de una ruta segura para salir de la ciudad (un helicóptero), sabiendo que al amanecer una bomba nuclear explotará en ésta. Ella la encuentra y se une a Angela, el U.B.C.S Carlos Oliveira y el civil L.J. Se dirigen al Ayuntamiento para la evacuación, pero el mayor Cain anula el plan del Dr. Ashford y captura al grupo. Alice es forzada a luchar contra Némesis, tras la batalla, en la que Alice sale victoriosa, descubre que Némesis una vez fue Matt Addison. Cain le ordena a Némesis matar a Alice, pero en lugar de eso, Némesis ayuda al grupo de Alice a escapar; al parecer recuperó su memoria. En el helicóptero, Alice es atravesada por una llave, que sale volando por la explosión de la ciudad, por proteger a Angela, y el helicóptero se estrella en las montañas Arklay. Más tarde, un equipo dirigido por el Dr. Isaacs, de Umbrella, encuentra a Alice supuestamente muerta en los restos del helicóptero.
Tres semanas más tarde, en el centro de investigación médica de la Corporación Umbrella, en Detroit, el Dr. Isaacs logra restaurar a Alice, ella escapa de la instalación utilizando sus poderes telequinéticos. Saliendo de la instalación, Alice se enfrenta a un grupo de guardias armados y es salvada por Jill, LJ, y Carlos (acompañados por Angela), haciéndose pasar por agentes de Umbrella. Durante su partida, Isaacs ordena a los guardias de seguridad dejarlos ir. Al partir, Isaacs activa el "Programa Alice", y el logo de Umbrella destella en los ojos de Alice.

### Resident Evil: Extinción
El mundo ha sucumbido ante el Virus-T, y Alice se ha separado del grupo. Ella está en constante movimiento para evitar ser capturada por la corporación Umbrella, después de que se enteró de que Umbrella podía rastrearla a través de satélites; dejó el grupo para protegerlos, utilizando las trayectorias del satélite para permanecer fuera de la red. En sus viajes se encuentra un diario que detalla la posibilidad de Alaska como un santuario, aislado del resto del mundo y, por consecuencia, del virus T. Sin embargo, la corporación Umbrella está utilizando a la Reina Blanca, una inteligencia artificial más avanzada de la computadora, que es capaz de encontrar a Alice. A principios de la película, ella utiliza sus poderes mentales para salvar el convoy de Claire Redfield, el convoy al que LJ y Carlos se han unido después de separarse. Sin embargo, al hacerlo, la actividad psiónica masiva producida por Alice es detectada por la Reina Blanca a través de sus satélites de Umbrella, e Isaacs obtiene su ubicación. Tras esto, Alice les cuenta sobre Alaska, y los líderes de la caravana deciden hacer el viaje, pero paran para recargar combustible en Las Vegas -totalmente destruida-. Isaacs va por Alice, desafiando las órdenes del presidente de Umbrella, Albert Wesker. Cuando los supervivientes llegan a lo que queda de Las Vegas, encuentran un contenedor abandonado, el cual súbitamente se abre y de su interior surge una horda de ágiles zombis modificados.
Durante la batalla entre los zombis y los sobrevivientes, Isaacs intenta apagar a Alice, el logotipo de Umbrella destella en los ojos de ésta y queda congelada en su lugar. Afortunadamente, ella es capaz de encenderse, "friendo" el procesador del satélite con sus poderes mentales avanzados. A continuación, va por Isaacs, pero este se las arregla para escapar, pero no antes de haber sido mordido por una versión avanzada de un zombi que había tratado de domesticar a partir de muestras de sangre de clones de Alice (que Isaacs, como se ve en el principio de la película, había utilizado como prueba para recrear las capacidades físicas y mentales de la auténtica Alice). Los sobrevivientes se dirigen a la base de Umbrella, y Carlos, ahora infectado, brevemente besa a Alice antes de conducir un camión cargado de dinamita hacia una horda de zombis para despejar el camino. Claire, K-Mart y los sobrevivientes se van en un helicóptero, mientras que Alice se queda atrás. Ella se reúne con la Reina Blanca, quien le informa que la cura para la infección se encuentran en su sangre. Alice persigue a Isaacs hacia los niveles más bajos del laboratorio e incluso ve un clon de sí misma, pero pronto es atacada por Isaacs, quien desde entonces ha mutado en un monstruo (un Tyrant). El clon despierta, al parecer muriendo poco después. Alice sigue a Isaacs en una réplica de la mansión Spencer. Los dos luchan usando sus mutaciones que el virus T les ha otorgado, y finalmente llegan a la sala de láseres, replicada. Los láseres cortan a Isaacs en pedazos y cuando Alice va a conocer el mismo destino, estos se disipan, apagados por el clon de Alice.
Luego, Alice, a través de la tecnología holográfica, interrumpe una reunión entre Wesker y otros ejecutivos de Umbrella. Ella les dice que va detrás de ellos y que va con "unas amigas". Tras esto, de pie junto al clon recién despierto, miran hacia fuera desde una habitación, revelando un espacio lleno de cientos de más clones de Alice.

### Resident Evil: Ultratumba
Alice se infiltra en la base de Umbrella en Tokio, Japón, junto con todos sus clones. Tras ir bajando niveles, encuentra y lucha contra Albert Wesker, pero éste escapa en una nave, activa una bomba "Purificadora" y todos los clones de Alice mueren. Alice, con un arma, apunta a Wesker en la cabeza, pero él le inyecta un suero que la priva de todos sus poderes súper humanos, incluyendo su telequinesis. Alice le da las gracias por esto, ya que ahora es completamente humana otra vez. Pero mientras esto ocurría, se suscita la pérdida de control de la nave y ésta se estrella con una montaña. Después de apenas escapar con vida, Alice vuela a Alaska para encontrar el helicóptero de Umbrella totalmente desierto, y el libro que le había dado anteriormente a K-Mart. Luego, encuentra a Claire Redfield merodeando en el bosque, con un aparato de control mental que Umbrella le puso. Alice destruye el aparato y se entera de que Claire ha perdido toda su memoria. A continuación, vuelan juntas a Los Ángeles, donde ven una penitenciaría rodeada de zombis, con sobrevivientes en su tejado. Una vez que aterrizan ahí, se topan con los sobrevivientes Chris Redfield -hermano de Claire-, Bennent, Kim Yong, Cristal, y Luther West. Ellos tratan de salir de la prisión para llegar a un barco cisterna que ha transmitido un mensaje de salvación desde hace un tiempo, pero que hace poco cesó su transmisión. En su intento de salida, no tardan en conocer al Verdugo, un zombi gigante, que opera una enorme hacha. Alice y Claire vencen al verdugo y luego viajan junto con Chris Redfield a tener un enfrentamiento final con Albert Wesker.
En la batalla final, Alice, Claire y Chris enfrentan a Wesker, cuyos poderes resultan demasiado para ellos y los derrota. Sin embargo, Alice, con la ayuda de K-Mart, derrota a Wesker y aparentemente lo mata de un disparo en la cabeza. Wesker sobrevive a pesar de que su cabeza fue volada y Claire y Chris descargan sus pistolas en él. Wesker sobrevive y se regenera completamente de sus heridas, devorando a Bennet, un sobreviviente que traicionó al grupo, y se escapa en un helicóptero, activando una bomba. Sin embargo, Alice ha colocado la bomba en el helicóptero de Wesker y él mismo explota, aparentemente. Después de la liberación de todos los sobrevivientes del barco Arcadia, Alice decide convertirlo en un verdadero santuario y difunde un mensaje que especifica la ubicación del buque, antes de divisar una enorme flota de helicópteros de Umbrella dirigiéndose hacia ellos, cargados de soldados. 
La flota revela ser dirigida por su excompañera Jill Valentine, la cual tiene una aparato de control mental en su pecho igual al que tuvo Claire, diciéndole a sus soldados que tienen que acabar con todos, excepto a 3 fugitivos: Claire, Chris y el Proyecto Alice, y que ésta será su más grande batalla.
En esta entrega Alice fortalece su amistad con Claire volviéndose más cercanas en comparación a otros personajes de la saga.

### Resident Evil: La venganza
Las fuerzas de Umbrella llegan a Arcadia y abren fuego sobre los sobrevivientes. Alice combate en la batalla a bordo de la Arcadia y se lesionó en la destrucción de un Osprey Umbrella, dejándola arrojada por la borda. El destino de Claire, Chris y K-Mart siguen siendo desconocidos. Recuperada de las aguas por la Corporación Umbrella, Alice es llevada a un centro de pruebas de armas bio conocido como Umbrella Prime. Cuando Alice se despierta, Jill Valentine le inicia un interrogatorio. Después de varios intentos fallidos, se va inesperadamente permitiendo a Alice de escapar de su celda. Después de escapar de una medida de defensa láser de red, Alice se encuentra en una simulación de Tokio, donde se enfrenta a una horda de zombis que incluyen el paciente cero de Japón. A punto de ser abrumado, Alice va a través de una puerta que conduce de nuevo a la instalación y entra en el Centro de Operaciones sólo para encontrar el personal muerto. Alice se encuentra con Ada Wong, - que reconoce de inmediato a ella como el asociado de Wesker. Wesker aparece en un monitor y Ada explica que ella y Wesker ya no trabajan para Umbrella como el superordenador de la Reina Roja ha hecho a cargo de la Corporación Umbrella. 
Mientras que Alice quiere arruinar su manera de salir de una ventana para escapar, Ada revela a ella que se encuentran por debajo de un campo de hielo. Wesker informa a Alice que él ha enviado su ayuda en la forma de un equipo dirigido por Leon S. Kennedy y Luther, quién lo creyó muerto (en Afterlife), aún está vivo. Se dispusieron a llegar a la recreación de los suburbios de Raccoon City después de una breve conversación con la Reina Roja, que rápidamente les amenaza de que van a morir.
Alice y Ada son capaces de llegar a la simulación de Raccoon City - después de una breve batalla en la simulación de Nueva York contra dos Axemen. Durante su viaje, Alice encuentra a una joven llamada Becky, que cree Alice es su madre. Alice reconoce la chica de sus recuerdos de la experiencia del clon y se compromete a protegerla. Al tratar de escapar de la casa, el grupo se encuentra con Jill y un grupo de soldados entre ellos los exmiembros aliados muertos de Alice que le ayudan en la batalla contra en tres películas anteriores y unos clones de las versión "malas", que es Rain Ocampo, Carlos Olivera y One. Un tiroteo se produce, lo que resulta en la captura de Ada, Alice y Becky escapan. Al entrar en la simulación de Moscú, se encuentran con un segundo clon de Rain que Alice le pide que cuidar a Becky como ella va al encuentro del equipo de rescate. Alice entra al medio ambiente Moscú y rescata el grupo de una colección de Plaga-muertos y un Licker. Vuelven a Becky y Rain de escapar.
Con tiempo de sobra el equipo alcanza los ascensores; Sin embargo, Licker captura a Becky, mientras que Jill y los clones regresan y abrir fuego. Alice persigue al Licker para rescatar a Becky, la búsqueda de ella en un capullo con el Licker. Alice desactiva el Licker y rescata a Becky. Después de obtener explosivos, Alice y Becky viajan a través de un túnel y encuentran la cámara de clonación donde se encuentran cientos de clones de sí mismos. Alice asegura a la niña que ella es su madre y son atacados de nuevo por el Licker. El uso de los explosivos de antes, Alice destruye al Licker y se escapa con la niña. Ellos llegan a la superficie y se reúnen con el equipo de rescate, mientras Umbrella Prime mueren en las inundaciones debajo de ellos cuando los explosivos se apagan.
Poco después, el equipo de rescate es interceptada por un superviviente Jill y su ejecutor, el clon de Rain. Mientras que Rain lucha contra León y Luther, luego de morir, Jill lucha contra Alice. A pesar de estar gravemente herida, Alice logra romper el escarabajo libre del pecho de Jill y la libera de la influencia de la Reina Roja. Alice se une a León en la lucha contra Rain- quien se ha inyectado con un parásito Plaga - pero ambos son dominados por el clon mejorado. Después de haber sido gravemente herido por un golpe en el pecho, Alice se da cuenta de una colección de Plaga no-muertos bajo el hielo. Con la ayuda de Jill liberada, Alice dispara bajo los pies de Rain para romper el hielo y muere en las profundidades poco a poco. Un helicóptero llega para salvarlos, pero Alice se derrumba de sus heridas al ser llevada con Becky, Ada, Leon y Jill, 
Cuando se despierta, Alice es llevado a la Oficina Oval de la Casa Blanca en Washington. Escoltada en la habitación sola, Alicia encuentra cara a cara con Wesker. Él le inyecta inmediatamente con una muestra del virus-T, que ha vuelto la espalda a sus habilidades sobrehumanas. Se informa que ella ha regresado a su regalo a cambio de su ayuda para derrotar a la Reina Roja, que se sentó a la destrucción de todo lo que queda de la humanidad. Ella jura matarlo por lo que ha hecho a ella y la burla, mostrándole las oleadas que esperan fuera de las barricadas de la Casa Blanca al salir con Ada, Leon y Jill, viendo está rodeada de miles de diferentes BOW's intentando penetrar el muro como Lickers, Kipepeos voladores y zombis.

### Resident Evil: El Capítulo Final
Alice explica en unas escenas retrospectivas. que revela que el Dr. James Marcus, el fundador original de la Corporación Umbrella, tenía una hija que se estaba muriendo de envejecimiento prematuro. Desesperado por salvarla, Marcus desarrolló el Virus-T. Después de haber tenido su creación, fue quitada por su socio de negocios, el Dr. Alexander Isaacs tratando de convencer a Marcus de usar el virus-T para fines militares. Cuando se negó, Isaacs ordenó a Albert Wesker de matar a Marcus.
Alice despierta en la Casa Blanca ahora en ruinas, cuando todos evacuaron, después de haber sido traicionada una vez más por Wesker. Si bien la búsqueda de sobrevivientes, la Reina Roja aparece y le dice a Alice que ella debe regresar a la colmena en Raccoon City dentro de las 48 horas, donde la Corporación Umbrella ha desarrollado un antivirus en suspensión en el aire, que matará a todos los organismos infectados por el virus-T, antes de que el resto de la humanidad es aniquilada. Cuando se le preguntó por qué se está traicionando a sus creadores, la Reina Roja simplemente dice que ella le dirá a Alice, una vez que llega a la colmena.
En su camino a Raccoon City, Alice es capturado por Isaacs, cuyo clon de Alice mató previamente, pero se las arregla para escapar del convoy. Alice más tarde llega a Raccoon City ahora destruida y es capturado por un grupo de sobrevivientes, que consiste en Doc, Abigail, Christian, Cobalt, Razor y Claire Redfield, que se revela de estar viva después del ataque a Arcadia. Después de saber que un grupo de vehículos blindados y una horda de zombis está llegando a su manera, el grupo se prepara para hacer su última resistencia. Se las arreglan para derrotar a las fuerzas enemigas, a pesar de Cobalt murió en el proceso. El grupo más tarde se da cuenta de que una segunda horda está llegando en su dirección.
Sin defensas, Alice y la tripulación deciden llegar a la entrada de la colmena, que se encuentra en la parte inferior del cráter de una bomba atómica que destruyó la ciudad. Sin embargo, Wesker, después de haber tomado el control de la colmena, libera a unos mutados perros guardianes, matando a Christian. Al llegar a la colmena, la Reina Roja aparece ante Alice y explica la razón de su traición. Ella revela que un vídeo se ha subido a su programa que contenía la grabación de los ejecutivos de Umbrella, incluyendo Isaacs, tener una reunión en relación con el mundo, la formulación de un plan para liberar el virus T con el fin de limpiar el mundo, salvar a los ricos y poderosos con cápsulas criogénicas ocultos en la colmena, y posteriormente reconstruir el mundo a su imagen. La Reina Roja, aunque programada para no hacer daño a un empleado de Convergencia, también se programó para valorar la vida humana, por lo que se requirió la ayuda de Alice para detener a Isaacs. La Reina Roja también advierte a Alice acerca de que uno de su grupo, es un espía de Umbrella.
Al entrar en la colmena, el grupo se encuentra con varios obstáculos, y Abigail y Razor mueren. Después de plantar bombas alrededor de la Colmena, Alice se enfrenta al verdadero Isaacs, mientras ella y Claire son capturadas por Wesker y Doc, al ser un espía de Umbrella y la pareja fingida de Claire. Se abre una cápsula criogénica, revelando a Alicia Marcus, colíder de Umbrella y la hija de Marcus; Alice se revela que sólo un clon de Alicia. Isaacs planea eliminar a Alicia y obtener el control total de Umbrella, pero Alicia "despide" a Wesker, lo que indica que la Reina Roja para aplastar las piernas con una puerta de seguridad. Doc intenta disparar a Alice, pero su arma está vacía - como Alice había deducido su traición antes - y él es asesinado por Claire.
Alentados por las palabras de Alicia, Alice y Claire luchan contra Isaacs, que finalmente es asesinado por su propio clon - el que Alice había encontrado en el camino a la ciudad. libera el antivirus, matando a los no-muertos. Las bombas colocadas dentro de la colmena explotan, matando a todos sus ocupantes, entre ellos, Alicia, todos los empleados de Umbrella congelados y Wesker. Claire despierta más tarde a Alice, que sobrevivió como el antivirus mató el virus-T dentro del cuerpo de Alice. La Reina Roja le da a Alice, una carga de recuerdos de toda la infancia de Alicia. Algún tiempo después, Alice viaja a Manhattan, que indica que el antivirus puede tomar varios años para llegar a todos los rincones del mundo y, hasta entonces, su misión no ha terminado.

## Concepto y creación
Alice fue un personaje creado exclusivamente para las películas, aunque el escritor Paul W. S. Anderson señaló que Alice se basó en los modelos de mujeres fuertes en los juegos de Resident Evil. Anderson inicialmente se basó en la idea de que la película es una alegoría a Alicia en el país de las maravillas, pero la idea no fue del todo completada. A pesar de esto, la película contiene varias referencias a la obra, que incluye el concepto de su nombre Alice.
Aunque el nombre Alice fue dado como el nombre de un personaje de una versión anterior a la de Resident Evil y aparece en los créditos, su nombre fue pronunciado por primera vez en Resident Evil: Apocalipsis. También ahí, al final de la película, Jill Valentine y Carlos Oliveira, haciéndose pasar por personal de Umbrella, adquieren un documento de identificación en la que Alice se llama Janus Prospero. Un documento promocional lanzado por Screen Gems, llamado The Raccoon City Times, confirmó que Alice es un apodo y Janus Prospero es el verdadero nombre del personaje. Sin embargo, en la novela de Resident Evil: Apocalypse, se revela que su nombre es Alice Abernathy.

### Características
En Resident Evil Alice es presentada sufriendo de amnesia. En Resident Evil 2: Apocalipsis es introducida más ruda y despierta, como si estuviera más familiarizada con la situación a su alrededor. Interpreta un papel similar en Resident Evil 3: La extinción. Desde entonces ha sido "una figura de icono y cercanamente asociada a la serie, volviéndose más anticipada y preparada desde su primera aparición". Es interpretada primordialmente en "Apocalipsis" y en "Extinción" como "una suprema y eficiente máquina de matar" y como una bio-arma, mientras que en la primera cinta es vista reconociendo sus grandes habilidades como una empleada de seguridad. Las habilidades superhumanas de Alice, su uso de varios estilos de artes marciales y su manejo de armas han hecho de ella casi un personaje al estilo super héroe y tiene una "duda curiosa de cómo demonios se convirtió en el Hombre Araña". Por ejemplo, en Apocalipsis, después de su exposición al virus-T, Alice muestra un poder psíquico (parecido al de Alexia Ashford de Resident Evil Code: Veronica) y fue capaz de usar esos poderes para matar a un guardia de seguridad con una mirada a través de un monitor. También, tiene la habilidad de saltar a grandes distancias, como se ve en su batalla inicial contra Nemésis. En Extinción sus poderes se han desarrollado más, ya que muestra más control sobre su telekinesis (sin embargo, tiene desmayos y dolores insoportables de cabeza si mueve algo muy lejos). En Resident Evil: Afterlife Alice tiene el control total sobre todos sus poderes sobrehumanos, que más tarde son sellados por una inyección proporcionada por el presidente Wesker, que destruye las células T. A partir de este momento Alice se ve forzada a sobrevivir sin sus poderes en la tierra la cual ahora es solo una roca muerta llena de zombis. Para la siguiente película de Resident Evil la cual será "Resident Evil: Retribución" de nuevo aparece Alice como protagonista, aunque de igual modo carece de poderes sobrehumanos, al menos hasta los últimos minutos de la película, puesto que Albert Wesker, sin tiempo para que ella replicara, le vuelve a activar el Virus-T para convertirla en el arma que salvaría a la resistencia humana.